# Mohamed Abdelaal
Mohamed Ali Abdelaal (arabisch محمد عبد العال, DMG Muḥammad ʿAbd al-ʿĀl; * 23. Juli 1990) ist ein ägyptischer Judoka. Er siegte bei den Afrikaspielen 2015 und bei den Afrikameisterschaften 2016 bis 2019.

## Sportliche Karriere
Der 1,75 m große Mohamed Abdelaal kämpft im Halbmittelgewicht, der Gewichtsklasse bis 81 Kilogramm. 2009 belegte er den siebten Platz bei den U20-Weltmeisterschaften. 2011 belegte er den fünften Platz bei den Afrikameisterschaften in Dakar, nachdem er im Halbfinale gegen den Algerier Abderrahmane Benamadi verloren hatte. Zwei Jahre später bei den Afrikameisterschaften 2013 in Maputo unterlag er im Achtelfinale dem Marokkaner Safouane Attaf, mit drei Siegen in der Hoffnungsrunde erkämpfte Abdelaal eine Bronzemedaille. 2014 bei den Afrikameisterschaften in Port Louis verlor Abdelaal im Halbfinale gegen Attaf und belegte letztlich den fünften Platz. 2015 bei den Afrikameisterschaften in Libreville unterlag er im Halbfinale dem Tunesier Abdelaziz Ben Ammar, den Kampf um Bronze gewann er gegen Paul Kibikai aus Gabun. Fünf Monate nach den Afrikameisterschaften fanden in Brazzaville die Afrikaspiele 2015 statt. Abdelaal bezwang im Halbfinale seinen Landsmann Ali Hazem und gewann im Finale gegen Paul Kibikai. Im April 2016 siegte Abdelaal in Tunis erstmals bei den Afrikameisterschaften, im Halbfinale hatte er den Algerier Hamza Drid und im Finale Ali Hazem geschlagen. Bei den Olympischen Spielen 2016 in Rio de Janeiro bezwang er in seinem ersten Kampf den Mongolen Otgonbaataryn Uuganbaatar, im Achtelfinale unterlag er dem Russen Chassan Chalmursajew.
2017 bei den Afrikameisterschaften in Antananarivo siegte Abdelaal im Halbfinale gegen den Senegalesen Saliou Ndiaye und im Finale gegen Abdelaziz Ben Ammar. Bei den Weltmeisterschaften 2017 in Budapest schied er im Achtelfinale gegen den Iraner Saeid Mollaei aus. 2018 gewann er bei den Afrikameisterschaften in Tunis im Halbfinale erneut gegen Saliou Ndiaye, das Finale gewann er gegen den Marokkaner Achraf Moutii. Zweieinhalb Monate später erreichte er das Finale der Mittelmeerspiele 2018 in Tarragona, unterlag dann aber Abdelaziz Ben Ammar. Bei den Afrikameisterschaften 2019 in Kapstadt trafen die beiden im Finale erneut aufeinander und Abdelaal gewann seinen vierten Titel in Folge. Im August 2019 bezwang er im Viertelfinale der Weltmeisterschaften in Tokio den Georgier Luka Maisuradse und verlor im Halbfinale gegen den Israeli Sagi Muki. Im Kampf um eine Bronzemedaille unterlag er dem Kanadier Antoine Valois-Fortier. Bei den Afrikameisterschaften 2020 unterlag Abdelaal im Finale seinem Landsmann Abdelrahman Mohamed, 2021 gewann er eine Bronzemedaille. Bei den Olympischen Spielen in Tokio schied er in der zweiten Runde gegen den Italiener Christian Parlati aus.